# Mont-Saint-Michel
A Mont-Saint-Michel a Couesnon folyócska torkolatában, a La Manche csatorna árapálysíkságából kiemelkedő 78 méter magas gránitszikla alkotta sziget, pontosan 1 km-re Franciaország normandiai partjaitól.
A sziget és a rajta található bencés apátság 1979-ben az elsők között került fel a UNESCO világörökségi listájára.

## Árapálysziget
Mont-Saint-Michel szigete jellegzetes árapálysziget. Apálykor a sziget száraz lábbal megközelíthető, dagálykor azonban valódi szigetté válik. Ennek következtében a Mont-Saint-Michel szigetén épült kolostor misztikus jelentőséggel bírt. 1879-ben épült fel a szigetet a szárazfölddel összekötő gát, és ezzel megszűnt szigetnek lenni.
2006. június 15-én Dominique de Villepin francia miniszterelnök bejelentett egy 150 millió eurós projektet, amelynek megvalósulását követően Mont-Saint-Michel ismét árapályszigetté válik. A szigetet a kontinenssel egy híddal kötötték össze, amely kiváltja a gátat.

## Története
A legendák szerint 708-ban Szent Aubert-nek, Avranches püspökének  megjelent Szent Mihály arkangyal, és megparancsolta, hogy a tengerből kiemelkedő sziklán építsen kolostort. Miután St. Aubert püspök először nem tett eleget az utasításnak, az arkangyal lyukat égetett ujjával a püspök kalapján. A Mont-Saint-Michel szigetén a kolostor első templomának felszentelésére 708. október 16-án került sor.
Mont-Saint-Michel szigete 933-tól – amikor a normannok elfoglalták a Cotentin félszigetet – stratégiai jelentőséget kapott. Az ezt követő évszázadokban a kolostor építését a normann építészet stílusjegyei határozzák meg.
A francia forradalom idején a bencés kolostort bezárták, és börtönné alakították át. A kolostor épületében a börtön (elsősorban politikai elítéltek börtöne) 1863-ig működött. De a francia kulturális élet vezető egyéniségei, közöttük például Victor Hugo már 1836-ban kampányt indítottak a sziget és a kolostor műemlékké nyilvánításáért. A mozgalom 1874-ben érte el célját, ekkor a szigetet Franciaország történelmi műemlékévé nyilvánították. A UNESCO világörökség listájára az elsők között vették fel 1979-ben.